# Kim Hong-do
Kim Hong-do (김홍도, 1745 - 1806 o 1814) o Danwon (단원) fue un famoso pintor del período Joseon. Kim es considerado uno de los más importantes artistas de su época por ser una figura clave de las nuevas tendencias de su época. Aunque se recuerda sus descripciones de diarias vidas, Kim fue un pintador excepcional en todo campo de la arte tradicional, normalmente comparándolo maestros neerlandés.

## Biografía
Danwon fue un miembro del clan Gimhae Kim. Creció en lo que hoy es Ansan, Corea del Sur. Cuando tenía 7 años, comenzó a estudiar con el renombrado maestro Pyoam Kang Se-hwang, que en ese entonces vivía en aislamiento en Ansan. En 1766, ganando recomendación de su maestro Kang Danwon entró a la corte como un miembro (hwawon) de Dohwaseo, órgano de los pintores en Joseon. En 1771, pintó un retrato de príncipe real (luego Rey Jeongjo). En 1773, lo ayudó a Byeon Sang-byeok quien obra fue completar el retrato del Rey Yeongjo (1694–1724–1776).
En 1776, Danwon pintó "Diecinueve Inmortales Taoístas", que agrandó su reputación dramáticamente. Siguiente, el próximo Rey Jeongjo (1752–1776–1800) comandó Danwon pintar muchas figuras de la corte.
Pese a todo, dice que Kim no pudo gozar su mismo debido a pobreza y soledad. Y además no es cierto cuando Danwom murió. Unos indican el año 1806 circa 1810, o después de 1814.

## Legado
Danwon hoy en día es recordado como uno de los «Tres Wons», junto con Hyewon y Owon. Además, a menudo es considerado como uno de los tres maestros pintores de todo el período Joseon, junto con Owon y An Gyeon.
La ciudad de Ansan donde Danwon vivió en su niñez y aprendió su primera pintura nombró un distrito como danwon-gu, Anualmente, el distrito ha celebrado Danwon festival de arte.

## Galería
Existen varias opiniones sobre su obras más espléndidas.
Towooart dijo una corta noticia y sus selecciones de pinturas. The Korean Copyright Commission anunia 757 pinturas, 7 caligráficos y 4 moldings.
- Las obras que representan su fama

- Obras de 'Literati' en Joseon

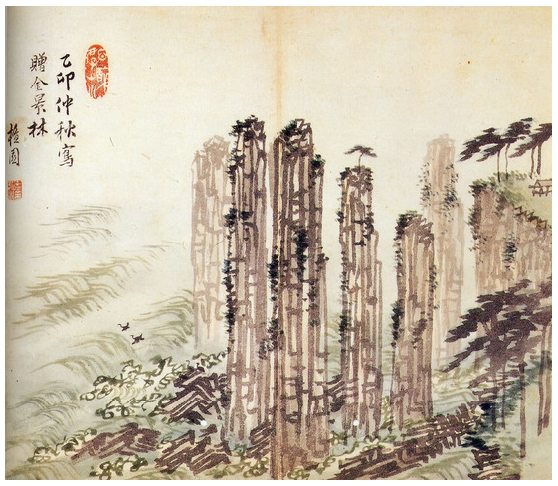
ChongSeokJeong
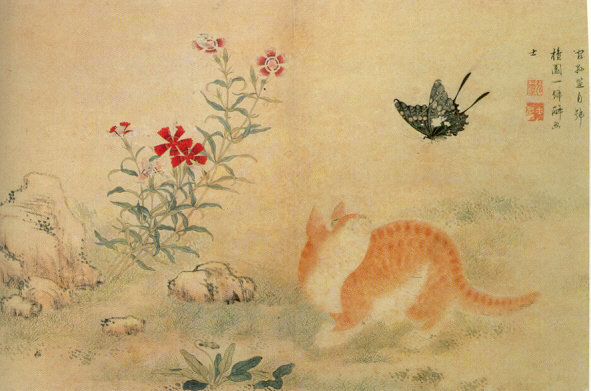
Un gallo y mariposa Hwangmyonongjeopdo
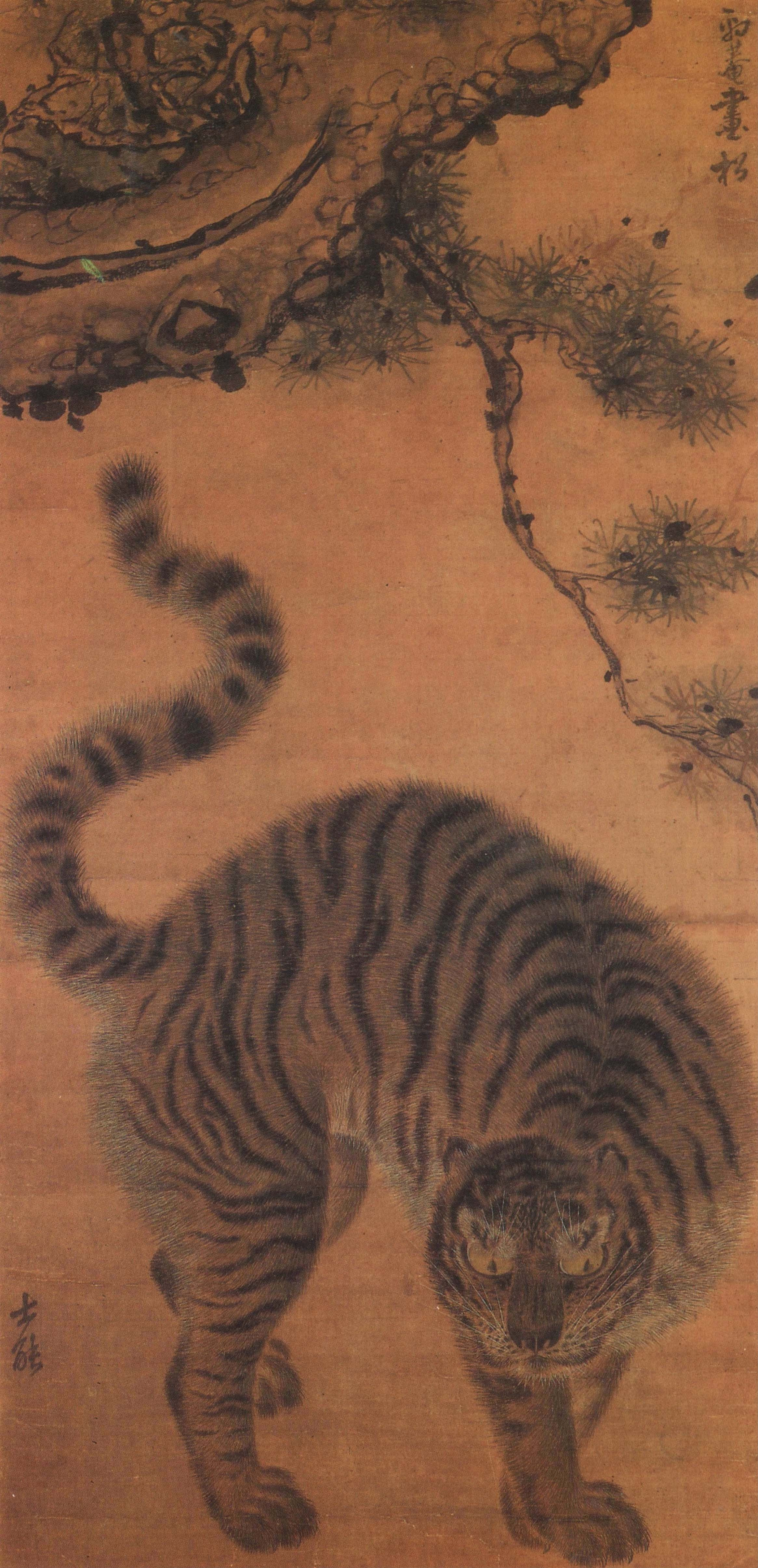
Un tigre bajo piña Songhamaenghodo
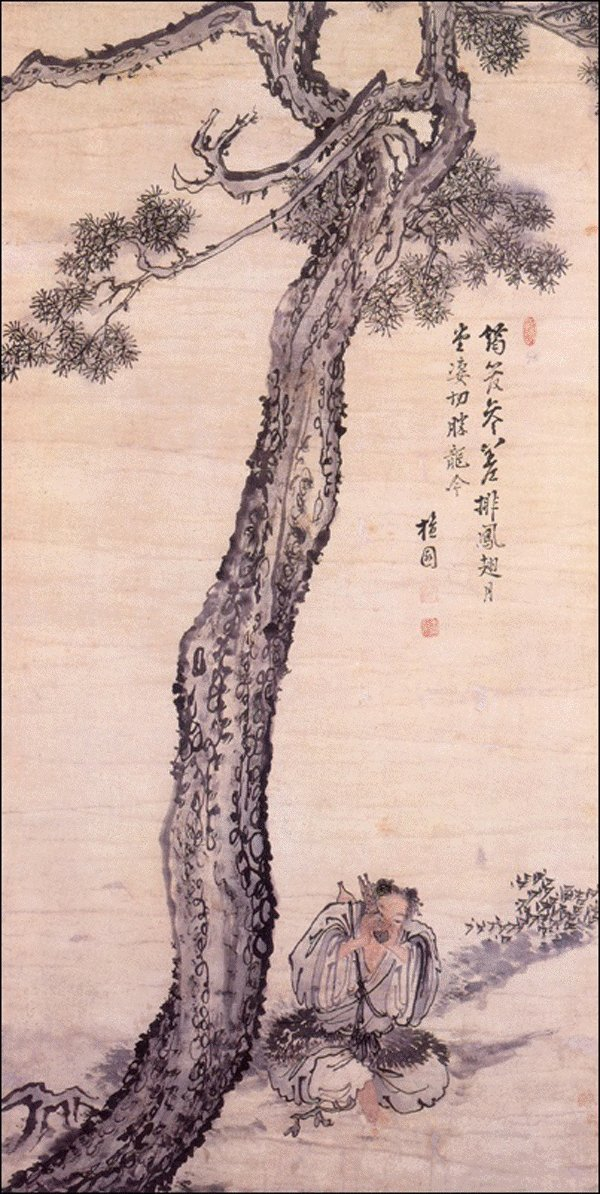
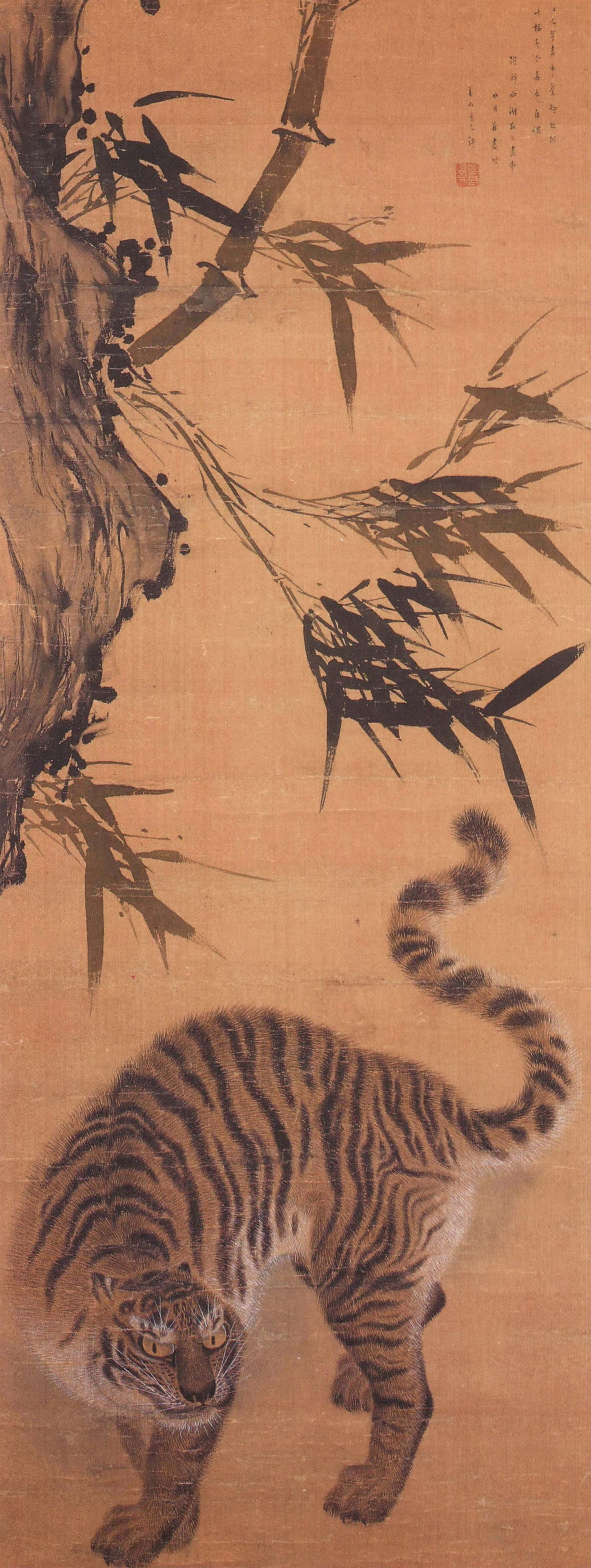
Un tigre bajo bambú Jukhamenghodo

- Pinturas oficiales

- Retratista designado de la corte

- 'Género por pinturas'. Entre sus obras, álbum de Danwon pungsokdo conserva 25 pinturas. Como sigue es cuatro de ellas.

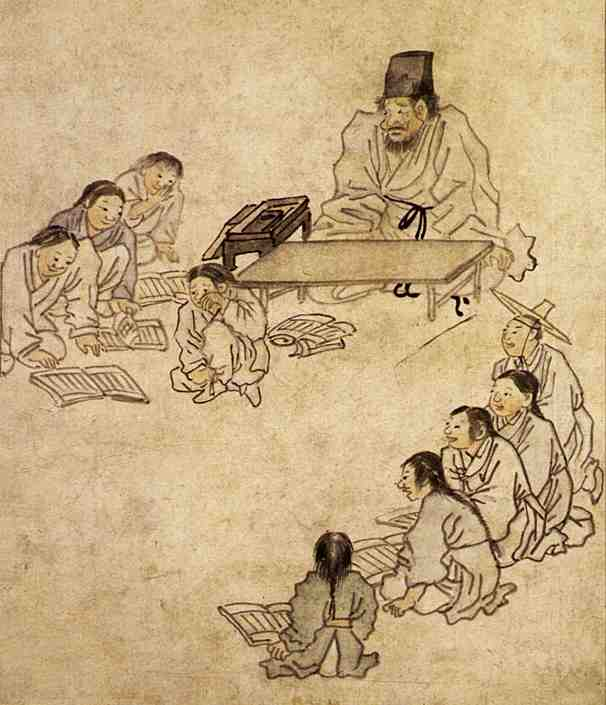
Profesor y estudiantes Seodang (서당:書堂)
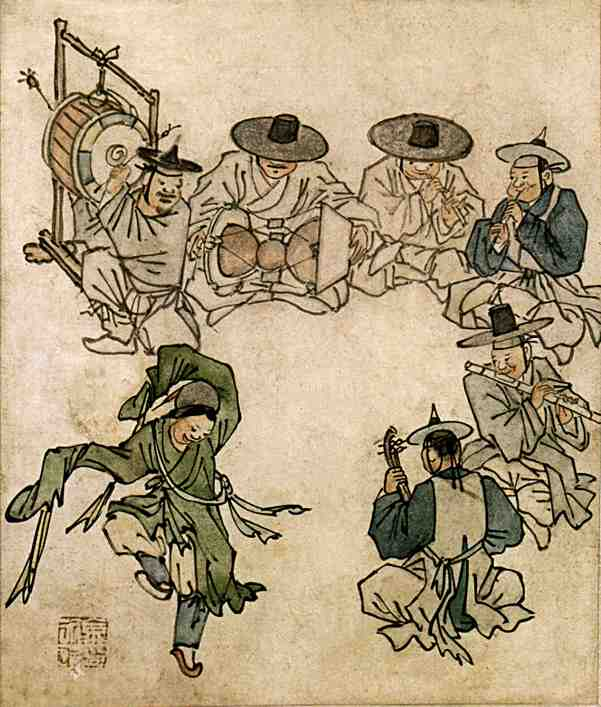
Un niño bailando Mudong (무동:舞童)
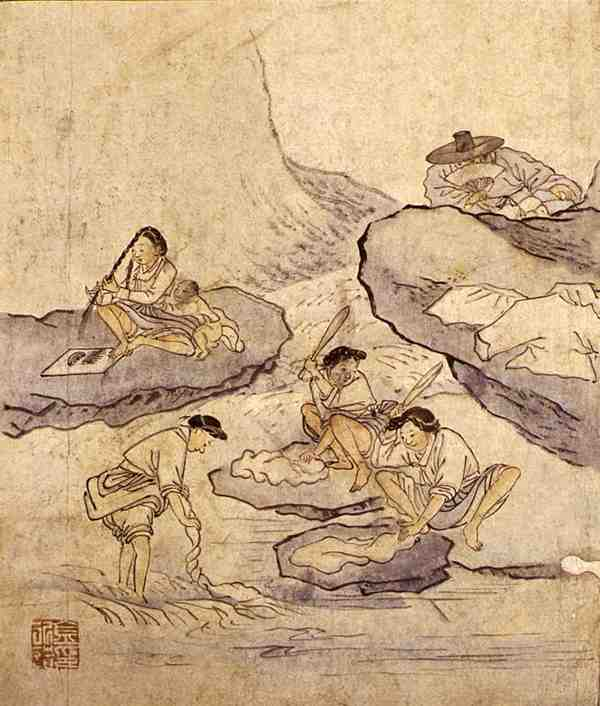
Lavadero Bbalraeteo (빨래터:漂母)
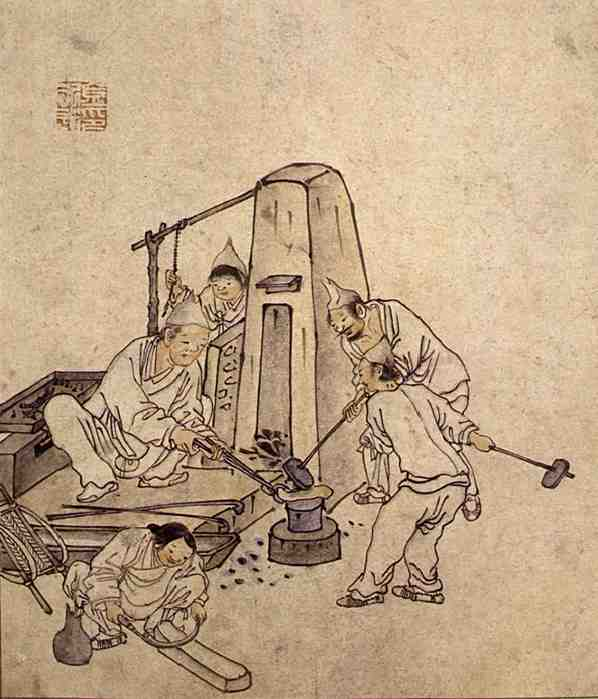
Herrería Daejanggan (대장간)

- Después de 1800